# Alignement de Kernanouët
L'alignement de Kernanouët était un alignement mégalithique, désormais détruit, situé à Saint-Gildas dans le département français des Côtes-d'Armor.

## Description
L'alignement était constitué de trois menhirs disposés selon un axe nord-ouest/sud-est à proximité d'un tumulus qui s'élevait à 4 m de hauteur.
D'après les relevés effectués par V. Micault en 1921, seul le menhir du centre, appelé Roch-Cren, était encore debout. Il fut déplacé en 1923 et intégré dans le monument aux morts de Vieux-Bourg. Ce menhir mesure  2,84 m de hauteur et son périmètre atteint 4,30 m d'épaisseur. Il est de forme quadrangulaire en granite porphyroïde.
Le second menhir était distant de 2,55 m de celui du centre. De forme pyramidale tronquée, à quatre faces (0,75 m, 1 m, 0,39 m, 0,90 m), il était déjà renversé et brisé en 1880.
Le troisième menhir, distant d'environ 5 m du centre était déjà brisé en 1864.